# Средни връх (община Доброва-Полхов Градец)
Вижте пояснителната страница за други значения на Средни връх.
Средни връх (на словенски: Srednji Vrh) е село в Словения, Средна Словения, община Доброва-Полхов Градец. Според Националната статистическа служба на Република Словения през 2002 г. селото има 84 жители.